# Barbara Hammerschmid
Barbara Hammerschmid ist eine ehemalige deutsche Squashspielerin.

## Karriere
Barbara Hammerschmid war vor allem in den 1980er-Jahren aktiv. Mit der deutschen Nationalmannschaft nahm sie 1981 und 1985 an der Weltmeisterschaft teil. Beide Turniere schloss die Mannschaft auf dem 13. Platz ab. 1987 stand sie auch im Hauptfeld der Einzel-Weltmeisterschaft und schied in der zweiten Runde gegen Sharon Stevenson aus. Bei Europameisterschaften war Hammerschmid ebenfalls mehrere Male Teil des deutschen Kaders.
1984 und 1986 wurde Hammerschmid Deutsche Meisterin. 1987 unterlag sie im Finale Andrea Holbe. Die aus Bayern stammende Hammerschmid gewann zudem siebenmal die Bayerischen Meisterschaften.

## Erfolge
- Deutsche Meisterin: 1984, 1986